# Stéphanie Foretzová
Stéphanie Foretzová (* 3. května 1981 Issy-les-Moulineaux) je bývalá francouzská profesionální tenistka. Na okruhu WTA Tour nevyhrála žádný turnaj, když z obou deblových finále odešla poražena. V rámci okruhu ITF získala devět titulů ve dvouhře a šestnáct ve čtyřhře.
Na žebříčku WTA byla ve dvouhře nejvýše klasifikována v únoru 2003 na 62. místě a ve čtyřhře pak v květnu 2008 na 42. místě. Postupně ji trénovali Benoit Gacon a Charles Brechet.
Ve francouzském fedcupovém týmu debutovala v roce 2002 bratislavským čtvrtfinálem Světové skupiny proti Slovensku. Za rozhodnutého stavu v něm po boku Dechyové prohrála závěrečnou čtyřhru s párem Janette Husárová a Henrieta Nagyová. Slovenky zvítězily 4:1 na zápasy. Následně zasáhla do druhé světové baráže 2012 proti Slovinsku, kde přispěla k záchraně Francouzek vítěznou dvouhrou i čtyřhrou opět za rozhodnutého stavu. V soutěži nastoupila ke dvěma mezistátním utkáním s bilancí 1–0 ve dvouhře a 1–1 ve čtyřhře.
V roce 2010 se vdala za svého trenéra Benoita Gacona a na okruzích užívala do roku 2014 dvojité příjmení Foretzová Gaconová.

## Tenisová kariéra
Na okruhu WTA Tour debutovala květnovým Internationaux de Strasbourg 1999, do něhož obdržela divokou kartu. Po výhře nad Švédkou z konce první světové stovky Asou Svenssonovou podlehla Američance Mary Joe Fernandezové. Debut v hlavní soutěži nejvyšší grandslamové kategorie zaznamenala o týden později v ženském singlu French Open 1999 opět na divokou kartu. V prvním kole ji vyřadila krajanka z konce třicítky klasifikace Nathalie Dechyová. Do čtvrtfinále se probojovala na šanghajském Kiwi Open 2001, kde jako hráčka druhé stovky oplatila porážku Dechyové, ale poté nestačila na světovou osmičku Moniku Selešovou. Členku Top 10 poprvé porazila na dubnovém Charleston Open 2002, výhrou ve třetí fázi nad světovou šestkou Selešovou. Utkání následně označila za největší vítězství v kariéře. Do první světové stovky žebříčku WTA poprvé pronikla po charlestonském čtvrtfinále, když se 22. dubna 2002 posunula ze 109. na 87. místo. Třetí kolo na US Open 2002 se stalo jejím singlovým maximem na grandslamu.
Obě deblová finále na túře WTA prohrála. Nejdříve s Nizozemkou Michaëllou Krajicekovou na Proximus Diamond Games 2006 v Antverpách a poté s krajankou Claire Feuersteinovou na Internationaux de Strasbourg 2009.

## Finále na okruhu WTA Tour
| Legenda                                    |
| ------------------------------------------ |
| D – dvouhra; Č – čtyřhra                   |
| Grand Slam (0)                             |
| Turnaj mistryň (0)                         |
| Tier I / Premier Mandatory & Premier 5 (0) |
| Tier II / Premier (0–1 Č)                  |
| Tier III, IV & V / International (0–1 Č)   |

### Čtyřhra: 2 (0–2)
| Stav       | č. | datum           | turnaj             | povrch      | spoluhráčka           | soupeřky ve finále                    | výsledek |
| ---------- | -- | --------------- | ------------------ | ----------- | --------------------- | ------------------------------------- | -------- |
| Finalistka | 1. | 19. února 2006  | Antverpy, Belgie   | koberec (h) | Michaëlla Krajiceková | Dinara Safinová Katarina Srebotniková | 1–6, 1–6 |
| Finalistka | 2. | 23. května 2009 | Štrasburk, Francie | antuka      | Claire Feuersteinová  | Nathalie Dechyová Mara Santangelová   | 0–6, 1–6 |

## Postavení na konečném žebříčku WTA

### Dvouhra
| Rok    | 1997 | 1998   | 1999   | 2000   | 2001   | 2002  | 2003   | 2004  | 2005  | 2006   | 2007   | 2008   | 2009   | 2010   | 2011   | 2012   | 2013   | 2014   | 2015   |
| Pořadí | 773. | ▲ 280. | ▲ 188. | ▲ 156. | ▲ 127. | ▲ 79. | ▼ 100. | ▲ 93. | ▼ 94. | ▼ 117. | ▼ 135. | ▲ 115. | ▼ 146. | ▼ 171. | ▲ 101. | ▬ 101. | ▼ 159. | ▼ 232. | ▲ 176. |

### Čtyřhra
| Rok    | 1997 | 1998   | 1999   | 2000   | 2001 | 2002   | 2003   | 2004   | 2005   | 2006  | 2007  | 2008  | 2009   | 2010   | 2011   | 2012  | 2013  | 2014   | 2015   |
| Pořadí | 781. | ▲ 386. | ▼ 615. | ▲ 182. | 175. | ▼ 206. | ▲ 116. | ▼ 185. | ▲ 173. | ▲ 74. | ▲ 68. | ▼ 88. | ▼ 144. | ▲ 124. | ▼ 180. | ▲ 94. | ▼ 96. | ▼ 183. | ▲ 111. |